# Balbir Singh (Hockeyspieler, 1924)

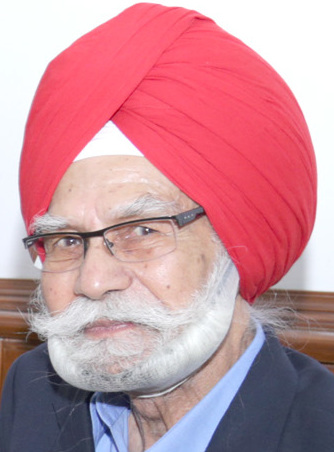
Balbir Singh (2016)

Balbir Singh Dosanjh (* 10. Oktober 1924 in Haripur, Punjab; † 25. Mai 2020 in Mohali) war ein indischer Hockeyspieler. Er gehörte zu den sieben Hockeyspielern, die drei olympische Goldmedaillen gewinnen konnten, und gilt als einer der besten Stürmer aller Zeiten.

## Karriere
Bei den Olympischen Spielen 1948 in London wurde Balbir Singh nur in zwei Spielen eingesetzt. Beim 9:1 gegen Argentinien in der Vorrunde erzielte Singh einen Hattrick und insgesamt sechs Treffer. Im Finale gegen die Briten gelangen ihm zwei Treffer beim 4:0-Sieg.
Bei den Olympischen Spielen 1952 in Helsinki war er Fahnenträger der indischen Mannschaft bei der Eröffnungsfeier. In der Vorrunde gelang ihm ein Treffer. Im Halbfinale gegen die Briten schoss er mit einem Hattrick alle drei Treffer zum 3:1. Im Finale gelangen ihm dann gleich fünf Treffer, darunter ein Hattrick, beim 6:1 über die Niederlande. 
1956 in Melbourne war Balbir Singh erneut Fahnenträger seiner Mannschaft. Im ersten Spiel gegen Afghanistan schoss er fünf Tore, bevor er sich den Ringfinger der rechten Hand brach. Weil Auswechslungen damals nicht erlaubt waren, wurde er in den weiteren Vorrundenspielen nicht eingesetzt, Randhir Singh Gentle übernahm seine Kapitänsrolle in der indischen Nationalmannschaft. Der indischen Mannschaftsleitung gelang es, Balbir Singhs Verletzung trotz allem herunter zu spielen. Er wurde im Halbfinale und im Finale eingesetzt und konnte gegnerische Verteidiger binden und damit seinen Mannschaftskollegen mehr Spielraum verschaffen.
Außerhalb der Nationalmannschaft trat Balbir Singh für die Hochschulauswahl des Khalsa College in Amritsar und für die Mannschaft des Punjab an. Mit der Mannschaft des Punjab gewann er 1946 und 1947 die indische Meisterschaft. Nach der Teilung Indiens 1947 gehörten zahlreiche seiner Mitspieler zu Pakistan. In seiner Autobiografie heißt es dazu:
Partition left the nation divided of talent in every field. In sports, hockey was particularly affected, and we in Punjab were the hardest hit. The 1947 National Championship in Bombay was the last time a team from undivided Punjab would play in India. On our return to Lahore, my friends Shah Rukh, A. I. S. Dara, Aziz and Khurram all stayed back in Lahore and adopted the colours of the new nation.
Auch mit der Mannschaft Rest-Punjabs konnte Balbir Singh 1949, 1950, 1951 und 1954 indischer Meister werden. 
1957 wurde Balbir Singh als erster Hockeyspieler mit dem Padma Shri geehrt. 1962 entzündete Balbir Singh die Flamme bei der Eröffnung der Asienspiele in Neu-Delhi. In den 1970er Jahren war Balbir Singh als Trainer und später als Manager der indischen Nationalmannschaft tätig. 1977 veröffentlichte er seine Autobiografie unter dem Titel The Golden Hat-Trick. Er starb im Mai 2020 im Alter von 95 Jahren.

## Namensgleichheit
In der indischen Hockeynationalmannschaft, die 1968 in Mexiko-Stadt die Bronzemedaille gewann, standen drei Hockeyspieler namens Balbir Singh. Balbir Singh I wurde am 8. August 1942 geboren, Balbir Singh II am 5. April 1945 und Balbir Singh III am 21. September 1945. Zur Unterscheidung von diesen drei Spielern und weiteren wird der dreifache Olympiasieger in einigen Quellen auch als Balbir Singh Senior bezeichnet.